# Seismisch moment
Het seismisch moment is een eenheid die seismologen gebruiken om de grootte van een aardbeving mee aan te geven. Het seismisch moment (MO) wordt bepaald door de vergelijking M0 = μAu, waarbij:
- μ is de schuifmodulus van het gesteente, meestal ongeveer 30 GPa;
- A is de oppervlakte van de breukvlak waarlangs het verzet plaatsvond;
- u is de grootte van de gemiddelde verplaatsingsvector over dit oppervlakte.

Het seismisch moment van een aardbeving wordt bepaald aan de hand van de beschikbare informatie waarmee de factoren ingeschat kunnen worden. Tegenwoordig wordt het seismisch moment meestal ingeschat vanuit informatie in seismogrammen.
Het seismisch moment van historische aardbevingen wordt bepaald door schattingen van het oppervlak van het breukvlak en de verplaatsing  die erlangs heeft plaatsgevonden.
Het seismisch moment vormt de basis van de momentmagnitudeschaal van de Japanse seismoloog Hiroo Kanamori. Ze wordt vooral gebruikt om grote aardbevingen met elkaar te vergelijken.